# 大妃
大妃是漢字文化圈女性皇族的位號，朝鮮半島、日本都有使用大妃位號。中國清朝前期后金使用大妃这一称号。但實際指稱的身份並不相同。

## 中國
后金由努尔哈赤时代进入皇太极时代时，贵族婚姻制度从一夫多妻多妾制向一夫一妻多妾制发展。按《满文老档》所记，努尔哈赤的妻妾及婢妾有多种称谓，其妻称福晋或众福晋，众福晋之上是大福晉。《满文老档》中确有大福晋称谓的是努尔哈赤大福晋阿巴亥和皇太极大福晋哲哲。后人编撰《清史稿·后妃传》时，将努尔哈赤诸多福晋中的四位视为嫡妻，分別称元妃佟佳氏、繼妃富察氏、繼妃葉赫那拉氏、大妃阿巴亥。大妃阿巴亥即大福晋阿巴亥。皇太極登基初期沿用大福晋称号，稱帝後參照明朝制度，把君主正室位號由大福晋改称国君主福晋，大福晋降次一等。
貝勒之正室則稱為國大妃，如蒙古科爾沁貝勒莽古思之妻、孝端文皇后之母就被稱為科爾沁國大妃（科爾沁大妃），孝莊文皇后之母则相应地被称为科爾沁次妃。

## 朝鮮

### 新羅
大妃位號始見於新羅，是唐朝冊封新羅國王生母的位號，而國王則把生母尊為太后（王太后）。如景德王的王妃、惠恭王之母滿月夫人，先後被兒子和唐朝皇帝代宗冊封為太后和大妃。

### 高麗王朝
高麗時代的大妃分為王大妃和國大妃。其中王大妃冊封資格不定。貞元王后之母、高麗成宗之嬪御玄德宮主金氏就被尊為王大妃。恭愍王之側妃定妃安氏在權臣李成桂逼迫恭愍王之孫昌王退位時，仍然堅持立宗室王瑤為王，不把國家讓給異姓，延續了高麗的國祚。李成桂就和大臣商議向王瑤提出尊定妃為王大妃，於是她就以非國王生母又非正室的身份被尊為王大妃。此外高麗太祖有一女封順安王大妃，由於史料不足，其封王大妃的原因不明。而王瑤之母王氏則以國王生母身份被尊為國大妃。

### 朝鮮王朝
朝鮮王朝時，前任國王之王妃尊號為王大妃，前前任國王之王妃則稱大王大妃。當三位前任王妃共存時，前任國王之王妃稱大妃，前前任國王之王妃稱王大妃，前前前任國王之王妃稱大王大妃。
注意朝鮮禮法於此未必局限於輩份，特別在兄終弟及的情況，前任國王即使為祖輩、同輩、侄輩，其遺孀皆封王大妃。
非嫡母、生母、繼母或嗣母晉封王大妃或大妃例子有：
- 定宗定安王后，叔子王世子繼位，尊兄嫂為王大妃
- 端宗定順王后，叔首陽大君奪位，尊侄媳為王大妃
- 睿宗安順王后，侄子乽山君成宗繼位，尊嬸母為王大妃
- 仁宗仁聖王后，叔子慶原大君繼位，尊兄嫂為王大妃（宣祖繼位後，依舊尊伯母仁聖王后為王大妃，疑因與進尊爲王大妃的仁順王后同輩，所以朴氏無進尊大王大妃之需要）
- 景宗宣懿王后，叔子王世弟繼位，尊兄嫂為王大妃
- 英祖貞純王后，庶孫王世孫繼位，尊嫡祖母為王大妃（因正祖以伯父真宗子嗣名義繼位，嗣母（實質為伯母）孝純王后已逝，因此沒有需要晉封王大妃的情況，金氏亦因此無進封大王大妃之需要。*但於仁穆王后一例，即使無人進封王大妃，仁祖推翻光海君後還是將嫡祖母仁穆大妃進尊為大王大妃）
- 純祖純元王后，純祖逝世，王世孫繼位，尊嫡祖母為王大妃（但此情況止於世孫追封亡父孝明世子為王，由於父親孝明世子於排序成為前任國王，因此尊母親孝明世子嬪為王大妃，祖母再進尊大王大妃）
- 文祖神貞王后，旁支德完君承家翁純祖之大統，雖為堂嫂兼嗣嫂，但仍以前前任國王正配身分封王大妃（因純元王后健在，因此封王大妃而非大王大妃）
- 憲宗孝定王后，旁支德完君承丈夫祖父純祖之大統，雖為堂侄媳兼嗣侄媳，但仍以前任國王正配身分封大妃（因純元王后、神貞王后健在，因此封大妃而非王大妃）；及後旁支翼成君承家翁文祖之大統，雖為族嫂兼嗣嫂，亦已前前任國王正配尊王大妃（因神貞王后健在，而非尊大王大妃）
- 哲宗哲仁王后，旁支翼成君承丈夫嗣兄文祖之大統，雖為族嬸兼嗣嬸母，亦已前任國王正配尊大妃（因神貞王后、孝定王后健在，而非尊王大妃）

身為嫡母、生母、繼母或嗣母卻非晉封王大妃或大妃例子有：
（以下只列王后，不列後宮嬪御或其他外命婦）
- 中宗文定王后，兒子慶原大君繼位，尊母親為大王大妃（因需尊兄嫂仁聖王后為王大妃，所以需同時尊母親為大王大妃。）
- 元宗仁獻王后，兒子綾陽君奪得王位，尊母親為啟運宮，逝世後六年才追封為王后。（當時上殿只有仁穆大王大妃，並無王大妃，所以啟運宮實質等同王大妃）
- 肅宗仁元王后，庶子王世弟繼位，尊嫡母為大王大妃（因有景宗遺孀宣懿王后需要晉封王大妃的情況，金氏亦因此有進封大王大妃之需要）
- 莊祖獻敬王后，兒子王世孫繼位，尊母親為惠慶宮（因以伯父承統世子嗣子身份繼位，所以不能尊母親為王大妃）
- 純祖純元王后，憲宗逝世，選旁支德完君承亡夫純祖之大統，依舊尊嗣母為大王大妃（下有媳婦王大妃趙氏及孫媳婦大妃洪氏）
- 文祖神貞王后，哲宗逝世，選旁支翼成君承亡夫文祖之大統，依舊尊嗣母為大王大妃（下有媳婦王大妃洪氏及大行國王之遺孀大妃金氏）

## 日本
日本的大妃是前任親王和王家當主正室的稱呼，如繼承人為親王之子，大妃即新任當主之嫡母。親王妃在夫死後改稱親王大妃，王妃在夫死後改稱王大妃。宮家制度實施後，前任當主死後，後繼者如繼承該宮號，前任當主之妃又可稱為「某某宮大妃」。如北白川宮能久親王之妃島津富子在夫死後被稱為「北白川宮能久親王大妃」或「北白川宮大妃」。